# Славнов, Дмитрий Алексеевич
Дмитрий Алексеевич Славнов (28 января 1935, Москва — 23 декабря 2023) — советский и российский физик, работавший в области квантовой теории поля и физики высоких энергий, доктор физико-математических наук (1975), профессор кафедры квантовой теории и физики высоких энергий физического факультета МГУ (1978), заслуженный профессор МГУ имени М. В. Ломоносова (2008).

## Биография
Дмитрий Славнов родился в Москве 28 января 1935 года. В 1953 году, после окончания средней школы, поступил на физический факультет Московского государственного университета имени М. В. Ломоносова. После выбора специальности учился на кафедре теории ядра, где куратором его группы был Юрий Широков.
Окончив факультет в 1959 году, Славнов был принят в аспирантуру кафедры теоретической физики физического факультета МГУ, где работал под руководством Николая Боголюбова. В 1963 году защитил кандидатскую диссертацию на тему «К вопросу об устранении ультрафиолетовых расходимостей в квантовой теории поля».
В 1975 году Славнов защитил докторскую диссертацию на тему «Обобщённая регуляризация Паули — Вилларса», а в 1978 году стал профессором кафедры физики высоких энергий физического факультета МГУ, которая впоследствии стала называться кафедрой квантовой теории и физики высоких энергий (такое название кафедра получила в 1982 году, после объединения кафедры физики высоких энергий с кафедрой электродинамики и квантовой теории), был заместителем заведующего кафедрой. В 2008 году ему было присвоено почётное звание заслуженного профессора МГУ.
Славнов вёл большую преподавательскую работу — он читал ряд учебных курсов, среди которых «Теоретическая механика», «Статистическая физика и термодинамика», «Квантовая физика», «Теория групп», «Основы квантовой теории поля» и «Перенормировка и ренормгруппа». В 1984—1988 годах опубликовал (вместе с соавторами) трёхтомное учебное пособие «Основы квантовой теории поля».
В 1982—1999 годах Славнов был членом редакционной коллегии журнала «Вестник Московского университета. Серия 3. Физика, астрономия». В 2001—2017 годах он был членом диссертационного совета Д 501.001.77 при МГУ по специальности 01.04.23 (физика высоких энергий), также был заместителем председателя этого совета.
Дмитрий Славнов скончался 23 декабря 2023 года в возрасте 88 лет.

## Научные результаты
Дмитрий Славнов является автором или соавтором более 100 научных работ, в том числе трёхтомного учебного пособия «Основы квантовой теории поля» (1984—1988) и книги «Проблемные вопросы квантовой механики» (2006). 31 статья опубликована в журнале «Теоретическая и математическая физика», также есть публикации в «Докладах Академии наук СССР», «Журнале экспериментальной и теоретической физики», «Физике элементарных частиц и атомного ядра» (ЭЧАЯ), «Ядерной физике» и других журналах.
Научные результаты Славнова связаны с различными вопросами квантовой теории поля и физики высоких энергий. Им был внесён значительный вклад в исследование асимптотического поведения диаграмм Фейнмана и разработку новых схем для их перенормировки. В ряде работ развивается алгебраический подход к квантовой теории поля, исследуется принцип причинности и его следствия, а также анализируется проблема измерений в квантовой механике. 

## Некоторые публикации

### Книги
- М. Н. Дубинин, В. А. Ильин, Д. А. Славнов. Основы квантовой теории поля. Часть 1. — Издательство Московского университета, М., 1984. — 140 c.
- М. Н. Дубинин, В. А. Ильин, А. Е. Пухов, Д. А. Славнов. Основы квантовой теории поля. Часть 2. — Издательство Московского университета, М., 1985. — 96 c.
- В. А. Ильин, А. Е. Пухов, Д. А. Славнов. Основы квантовой теории поля. Часть 3. — Издательство Московского университета, М., 1988. — 103 c., ISBN 5-211-00329-2

### Статьи
- Д. А. Славнов. К вопросу об обобщённом характере перестановочных функций, Доклады Академии наук СССР, 1962, т. 143, № 3, с. 570—573
- Д. А. Славнов. Об асимптотическом поведении диаграмм Фейнмана, Теоретическая и математическая физика, 1973, т. 17, № 2, с. 169—177, doi:10.1007/BF01037254
- Д. А. Славнов. Перенормировка по асимптотикам, Теоретическая и математическая физика, 1985, т. 62, № 3, с. 335—344, doi:10.1007/BF01018262
- Д. А. Славнов. О возможности согласования квантовой механики с классической теорией вероятностей, Теоретическая и математическая физика, 2006, т. 149, № 3, с. 457—472, doi:10.4213/tmf5537
- Д. А. Славнов. Алгебраические и статистические методы в квантовой и гравитационной физике, Физика элементарных частиц и атомного ядра (ЭЧАЯ), 2022, т. 53, № 3, с. 750—880